# セニュレー侯爵夫人とその2人の息子たち
『セニュレー侯爵夫人とその2人の息子たち』 (セニュレーこうしゃくふじんとそのふたりのむすこたち、仏: La Marquise de Seignelay et deux de ses fils 、英: The Marquise de Seignelay and Two of her Sons) は、17世紀のフランスの画家ピエール・ミニャールが1691年にキャンバス上に油彩で制作した肖像画である。モデルとなっている女性は17世紀フランスの海軍大臣ジャン＝バティスト・コルベール (セニュレー侯) の未亡人カトリーヌ＝テレーズ (Catherine-Thérèse) で、彼女は海の精テティスに見立てられている。 1914年にジョン・マーレイ・スコット卿 (Sir John Murray Scott) に遺贈されて以来、ロンドン・ナショナル・ギャラリー に所蔵されている。

## 作品
ミニャールは、1636年から1657年までローマに住んでいた。1690年にはライヴァルであったシャルル・ルブランの後を継いで、ルイ14世の首席画家、そして王立絵画彫刻アカデミー総裁の地位に就いた。長くイタリアで過ごしたにもかかわらず、計算された壮麗さを持つミニャールの芸術はまぎれもなくフランスに、少なくともルイ14世の宮廷に代表されるフランスに結びついている。
本作のセニュレー侯爵夫人は、おそらくオウィディウスの『変身物語』に登場するテティスとして表されている。しかし、ヴィーナスと解釈されることも可能であり、それは彼女のアトリビュート (人物を特定するもの) であるホタテ貝の貝殻と真珠をつないだ紐を持っているためである。
『変身物語』によれば、テティスは「波の女神よ、身ごもりなさい。あなたは1人の若者の母となろう。その若者が成人すると、父親の業績をしのぎ、父よりも偉大な者と呼ばれるだろう」という預言を聞いた。テティスは自分より身分の低いペーレウスに嫁ぎ、「偉大なアキレウスをもうけるために」彼女を力づくで犯した。アキレウスはトロイア戦争のギリシア側の英雄として名高い。「英雄の母テティスはわが子のために大望を抱き」、エトナ山の燃える噴火口に降りていって、息子アキレウスのために鍛冶の神ウルカヌスの作った鎧兜を手に入れた。
ノルマンディーの古い貴族の家柄のセニュレー夫人もまた、テティスのように自分より身分の低いジャン＝バティスト・コルベールに嫁いだ (彼の父親であった宰相ジャン＝バティスト・コルベールは服地屋の息子)。夫人の左側には長男のマリー＝ジャン＝バティスト・ド・セニュレーがいるが、彼はアキレウスに扮している。夫人は当時、息子に軍人としての地位を手に入れてやったばかりであった。絵画の背景には、テティスの物語に登場するエトナ山が火を噴いているのが見える。なお、この火山は、セニュレー侯爵がイタリア旅行で見たナポリ近郊のヴェスヴィオ山であるとの見方もある。
人物たちの服装は子細に表現されている。セニュレー夫人は金糸の上着、宝石のついたベルト、サンダルを身に着けている。マントには金よりも高価であったウルトラマリンブルーが用いられ、彼女の富と権力を表している。このようにふんだんにウルトラマリンを使用するのは当時、まずなかった。こうして、夫人は、中傷家たちが流していた彼女の破産の噂を封じたのである。彼女は肖像のある小さなカメオを手にしているが、カメオの重要性は子供たちがそれを見つめていることで示される。カメオの肖像は、おそらく本作の制作の前年に死去した夫セニュレー侯爵のものであろう。キューピッドの持つオウム貝と夫人の髪に見える赤いサンゴは、治癒し、守護する力を象徴する。水際には貝殻が散乱しているが、侯爵の海軍大臣としての職業と、彼の名高い珍品コレクションを賞賛したものである。